# Liina (Vorname)
Liina ist ein weiblicher Vorname.

## Herkunft und Varianten
Der Name ist die finnische Kurzform von Karoliina.
Eine weitere finnische Variante ist Iina.

## Bekannte Namensträgerinnen
- Liina Luik (* 1985), estnische Langstreckenläuferin
- Liina Tõnisson (* 1940), estnische Politikerin